# Isaac Fontaine
Isaac Henry Sedric Fontaine IV (Sacramento, 16 aprile 1975) è un ex cestista statunitense, professionista nella NBA, in Europa e in Asia.

## Carriera
Dopo un primo periodo alla Jesuit Carmichael High School nella natia Sacramento, svolge la sua carriera universitaria presso la Washington State University, dove nell'ultimo anno registra una media di 21,9 punti a gara e 45,7% nel tiro da tre, diventando il miglior marcatore di tutti i tempi dell'università con un record di 2.003 punti complessivi nei quattro anni di permanenza.
Nella stagione 1997-98 debutta in Serie A1 con la canotta della Scavolini Pesaro, dove disputa solo cinque partite alla media di 14,8 punti, prima di essere tagliato ad ottobre e rimpiazzato da Melvin Booker. Allo stesso tempo l'Olimpia Pistoia si interessa a lui, ma il trasferimento in Toscana sfuma poiché la dirigenza pesarese sceglie di mantenerlo in rosa ancora per qualche giorno durante l'inserimento di Booker.
Tra il novembre 1997 e l'aprile 1998, Fontaine ha una parentesi al Nancy nel campionato di Pro A, dove segna una media di 14,5 punti in 21 partite. Ritorna quindi in patria per prendere parte alla CBA, prima con i Connecticut Pride e poi con i La Crosse Bobcats, con i quali si conferma su buoni livelli (21,4 punti di media con il 44,7% da tre).

Fontaine nel 2001 al Basket Rimini

Nell'aprile 2001 firma un contratto con il Basket Rimini per le ultime quattro partite di un'annata alquanto travagliata per i romagnoli, alla ricerca disperata di punti salvezza: Fontaine alterna buone prestazioni (25 punti sia contro Siena che contro Verona) ad altre meno convincenti, come i soli 4 punti nell'importante trasferta persa a Roseto o i 9 punti nella sconfitta sul campo della Fortitudo Bologna che decreta la retrocessione in Legadue.
Ritornato negli States, fa parte dei Mobile Revelers della lega NBDL, ma nel marzo del 2002 viene chiamato dai Memphis Grizzlies con un contratto di 10 giorni, arrivando così a giocare le prime e uniche sei partite in NBA della sua carriera. Successivamente, dopo questa breve parentesi, torna ai Mobile Revelers con cui vince la NBDL 2002-03.
Sbarca poi nelle Filippine per disputare il campionato nazionale con la maglia degli Alaska Aces, venendo nominato MVP dell'intera competizione. Torna a giocare nella NBDL nell'annata 2003-04, questa volta con gli Huntsville Flight, con cui segna 10,5 punti a partita.
Nell'aprile del 2004 ottiene un ingaggio a gettone con la Pompea Napoli, dove sostituisce temporaneamente Mike Penberthy per due partite: il tabellino delle due gare parla rispettivamente di 6 e di 4 punti all'attivo. Nella stagione successiva, Fontaine è invece di scena in un altro torneo asiatico, quello cinese: veste infatti la casacca degli Zhejiang Horses nel campionato 2004-05.

## Palmarès
- Miglior tiratore da tre punti CBA (2000)
- Campione NBDL (2003)
- All-NBDL First Team (2002)
- Miglior marcatore NBDL (2002)
- Miglior tiratore da tre punti NBDL (2003)
- Miglior tiratore di liberi NBDL (2002)